# Interpolação fractal
Uma função de interpolação fractal é uma função contínua que aproxima um conjunto de dados e cujo gráfico é um fractal.
A construção duma função deste tipo faz-se com recurso a um sistema de funções iteradas (SFI). É uma forma de interpolação que visa modelar situações reais cujos modelos de interpolação clássicos não são adequados.
Este modelo de funções surgiu com Barsney no seu livro "Fractal Everywhere", em 1988, onde este também introduziu o conceito de fractal.
Actualmente é um assunto que tem suscitado muito estudo por parte dos investigadores de várias ciências.